# The Wanderer: Frankenstein’s Creature
The Wanderer: Frankenstein’s Creature (с англ. — «Путник: Создание Франкенштейна») — инди-головоломка и графическая приключенческая игра, разработанная независимой французской студией La Belle Games в сотрудничестве с культурным телеканалом Arte. При создании игры, команда разработчиков вдохновлялась романом Мэри Шелли «Франкенштейн, или Современный Прометей» и хотела развить заложенную в романе идею того, как существо Франкенштейна сталкивается с немотивированной ненавистью и страхом. Разработчики в целом создавали сюжет, следуя традициям классических романов. Выход игры для персональных компьютеров состоялся 31 октября 2019 года, а для мобильных устройств iOS — 21 ноября того же года. Разработчики также планируют выпустить игру на Android и Nintendo Switch.
Критики оставили смешанные оценки игре. Ими однозначно была похвалена сама представленная история с психологическим углублением и относящаяся бережно к первоисточнику авторства Мэри Шелли. Также критики оценили художественную эстетику игры и изменение окружающего пространства через призму восприятия героя. Тем не менее сдержанные оценки получил сам игровой процесс, представляющий собой классическую графическую игру с не очень сложными головоломками, растянутыми сценами и обилием внутриигровых ошибок. Средняя оценка по версии агрегатора Metacritic составляет 69 баллов из 100 возможных.

## Игровой процесс
Игра помимо повествовательной линии предлагает игроку совершать выбор действия, решая, будет ли управляемым им монстр милостивым, или же жестоким извергом. Помимо интерактивных сцен и выбора, в локациях также имеются головоломки и мини-игры. Например в сцене, где монстр впервые попадает на цветочную поляну, требуется взаимодействовать в правильном порядке с цветочными кустами. В некоторых сценах существо играет на музыкальном инструменте, игрок же в это время должен играть в мини-игру по аналогии Guitar Hero. Другие задания включают в себя перемещение предметов, игра с детьми в мяч, преодоление определённых препятствий, изучение книг в лаборатории и так далее.
Сюжет ведётся от лица некоего существа, спрятанного под плащом. Оно сбегает из здания и начинает исследовать окружающее его пространство, постепенно познавая природу и цвета. В какой то момент создание забредает в город. Однако люди пугаются и нападают на него с вилами. Создание спасается бегством и позже находит укрытие в сарае жилого дома, наблюдая в течение одного года за живущей там семьёй и изучая язык и культуру людей. В какой то момент тварь решается показать себя в надежде того, что семья примет его, однако в результате образовавшейся паники, дом семьи оказывается сожжённым, а создание в наконец то понимает, что люди не смогут его принять из-за устрашающей внешности. Герой отправляется в странствие, пытаясь найти утешение в вере или создании скульптур. Через какое то время, создание понимает, что его создал доктор по имени Виктор Франкенштейн, находящийся ныне в бегах. Существо попадает в его лабораторию и к своему ужасу понимает, что было создано из останков разных людей и оживлённых электрическим зарядом. Разъярённое создание намерено найти своего «отца» и отомстить ему за все страдания, которое оно пережило. В поисках Франкенштейна, существо попадает на праздник, где все одеты в костюмы и маски, в этот короткий момент создание могло насладится обществом ничего не подозревающих людей, там оно влюбляется в женщину, и она отвечает взаимностью. Однако данная идиллия рушится, когда женщина просит показать настоящее лицо твари. Тот сбегает и в итоге решает провести остаток жизни в одиночестве. В одном из вариантов развития сюжета, существо может создать подобную себе тварь — «невесту», однако она также будет обречена быть несчастной. В иной ситуации, герой встречает писательницу Мэри Шелли, утверждающую, что именно она создала существо. Мэри предлагает герою несколько концовок: жить дальше или стереть весь пережитый опыт.

## Разработка
Разработкой игры занималась независимая французская студия La Belle Games в сотрудничестве с культурной телекомпанией Arte. При создании игры, команда разработчиков вдохновлялась романом Мэри Шелли Франкенштейн, или Современный Прометей, в частности создатели заметили, что чудовище Франкенштейна стало одним из самых популярных оккультных образов в современной культуре, при этом почти никто не знает оригинального произведения и изначального смысла, который оно несло вместе со своим сюжетом — а именно историю о существе, которое обречено на одиночество и ненависть со стороны окружающих. Именно основываясь на данной идее, разработчики принялись за написание сюжета к игре. Команда ставила перед собой цель погрузить игрока в эпоху времени написания романа — начала XIX века и избегала любых анахронических элементов. Команда также максимально бережно относилась к роману-первоисточнику, фактические предлагая параллельную историю, вписывающуюся в канон романа. Работая над главным героем, разработчики задумывали его, как «пустую раковину», чтобы игрок может проецировать свою личность через повествование и собственные стремления.
Что касается визуальных эффектов и цветовой палитры, изменяющейся в зависимости от настроения героя, команда заметила, что также вдохновлялась классическими произведениями той эпохи, которые «были склонны к романтическому дыханию, осмыслению возвышенного или исследованию метафизики». В целом, разработчики хотели в истории сохранить дух классической романтики, как с точки зрения цвета, так и с точки зрения рендеринга, заметив также, что в романе часто прослеживается идея подчинения героя возвышенному миру и окружающей среде. Над сценами окружающего пространства работал художник Чарльз Бури. Сам дизайн уровней максимально подчёркивает повествовательную линию, предлагая в каждой сцене новые игровые механики в виде мини-игр.

### Музыка
Музыкальное сопровождение к игре было создано с использованием классических инструментов, композитором выступил Александер Бернетт из Великобритании. Мелодии к игре создавались таким образом, чтобы отразить психологическое и эмоциональное состояние управляемого персонажа. Помимо прочего, музыка в игре является неотъемлемой частью игрового процесса и меняется различными способами по мере прохождения сюжетной линии. В частности в самом начале музыкальные дорожки фрагментированны, отражая невежество и невинность персонажа. Постепенно песни образуют полноценные музыкальные темы по мере накопления знаний героем. В самих композициях сочетаются влияние классической музыки романтической эпохи и саундскейп.

## Критика
| Сводный рейтинг       | Сводный рейтинг |
| Агрегатор             | Оценка          |
| --------------------- | --------------- |
| Metacritic            | 69/100 (ПК)     |
| Иноязычные издания    |                 |
| Издание               | Оценка          |
| Gaming Nexus          | 9/10            |
| Adventure Gamers      | [ 7 ]           |
| Jeuxvideo.com         | 16/20           |
| GameStar              | 77 %            |
| SpazioGames           | 7,0             |
| The Overpowered Noobs | 1/10            |

The Wanderer выиграла премию, как игра с лучшем повествованием на мероприятии Gamescom в 2018 году.
Игра получила разные оценки со стороны игровых критиков, средняя оценка по версии агрегатора Metacritic составляет 69 баллов из 100 возможных.
Критик сайта Gaming Nexus был восхищен тем, как игра использовала звуки и цветовую палитру, чтобы изобразить окружающее пространство через призму восприятия главного героя. Рецензент заметил, что сюжет предлагает беспрецедентное для видео-игры психологическое углубление героя, Таким образом игра обязательно понравится поклонникам литературы. На фоне того, что чудовище Франкенштейна стало иконой современной культуры и одним из главных атрибутов праздника Хэллоуина, The Wanderer обращается к изначальной идее истории о монстре Франкенштейна, предложенной писательницей Мэри Шелли — «обречению жить в полном одиночестве, потому что окружающий мирр считает тебя монстром, даже когда ты таковым себя не видишь». Похожее мнение оставил критик сайта Adventure gamers, увидев в истории The Wanderer уважению к первоисточнику, в то время, как современная культура без какого либо контекста эксплуатирует образ монстра Фанкенштейна. В это время, сама игра обращается к сути первоисточника — ужасных последствий экспериментов как и для учёного, так и главным образом для созданного им существа. Хотя первоисточник повествует прежде всего об учёном, столкнувшимся с последствиями после своего злосчастного эксперимента, история, представленная в Wanderer по мнению критика гармонично дополняет роман, наоборот, представляя точку зрения самого монстра. Критик похвалил и саму визуальную презентацию, играющую неотъемлемую роль в повествовании. Критик одновременно и указал на ряд явных недостатков в игре, в частности представленная история идеально работает в прозе, но в видео-игре некоторые сцены выглядят очень растянутыми. Также критик был разочарован отсутствием самого доктора Франкенштейна, тем не менее он порекомендовал ознакомиться с оригинальным произведением, чтобы понимать весь контекст истории.
Критик французского сайта Jeuxvideo заметил, что с одной стороны история в игре не оставит ни одного игрока равнодушным, однако если рассматривать сам игровой процесс The Wanderer, то он достаточно посредственный и типичный для графического романа. Сами представленные головоломки не отличаются какой либо сложностью. Саму игру критик назвал скорее цифровой версией романа и типичного образца романа воспитания, достойного стоять наравне например с такими классическими произведениями, как «Метаморфозы» или «Тристан и Изольда». В самой игре имеется также множество отсылок к разным произведениям, а сама игра скорее подойдёт поклонникам классических книг. Критик в целом заметил, что The Wanderer удалось создать крепкую связь с героем, а также превосходно объединить историю вместе художественным стилем и музыкальным сопровождением, да и в целом, изобразить через игру то, что было невозможно в книге. Критик также счёл продолжительность игры подходящей, заметив, что если бы The Wanderer имела про себе дополнительные несколько часов историй и игрового процесса, то она бы стала для игрока просто утомительной. Сдержанный отзыв об истории оставил критик российского сайта Game2day, увидев в сюжете завуалированную критику расизма, однако обвинив авторов к крайне однобокой подаче остросоциальных тем, в частности критику не понравилось, что агрессивные действия персонажа расценивается, как отрицательный выбор, указав на то, что агрессия в ответ на агрессию можно считать вполне оправданной, критик в целом заметил, что на протяжении всей истории чувствуется, как разработчики навязывают игроку что хорошо и что плохо.
Более сдержанные отзывы некоторых критиков были связаны с технической стороной игры, например представитель итальянского сайта Spaziogames заметил, что если смотреть на игру без контекста её истории, которую рецензент признал великолепной, то The Wanderer получилась достаточно посредственной приключенческой игрой с крайне медленным темпом и стандартными, простыми головоломками. Также критик указал не неудобное управление, заметив, что управляемый персонаж постоянно отправляется не в ту сторону, куда указывает игрок. К тому же игру постоянно сопровождают незначительные, но вызывающие раздражение внутри игровые ошибки, требующие порой перезапуска уровня. Рецензент сайта The Overpowered Noobs оставил максимально низкую оценку игре, заметив, что впечатление от хорошей истории полностью убило плохое управление, а также обилие ошибок, из-за которых критик перезагружал игру и терял игровой прогресс.

### Анализ сюжета
История в The Wanderer подаётся игроку через призму субъективного восприятия монстра. При этом изменение восприятия пространства имеет параллели с психосоциальным развитием ребёнка. В самом начале игры, то есть сразу после «рождения» монстра, как позже выяснится лаборатория Франкенштеина показана в виде белого размытого фона с серыми очертаниями, затянутого в плотном белом тумане, чтобы придать чувство незнакомости и дезориентации, как это видят новорожденные. Когда монстр сбегает и попадает на улицу, на белом фоне начинают появляться акварельные пятна, контрастирующие с мрачной серостью лаборатории; чем больше он исследует, тем ярче становится окружающее пространство и тем больше цветов видит монстр. На этой стадии восприятие твари подобно недавно прозревшему младенцу. Разумеется в это время герою, как и наблюдающего игроку не приходит в голову мысль о «монстре». Существо ещё не знает такого понятия, как и не осознаёт самого себя. Сам игрок несёт ответственность за формирование первого опыта взаимодействия героя с окружающем миром. Когда монстр пьёт свежую воду или ягоды, то экран вспыхивает яркими цветами, когда наоборот пробует падаль или его кусает змея, мир вокруг героя наоборот становится серым и мрачным. Такое контрастное восприятие мира также аналогично восприятию ребёнка в стадии раннего возраста. Впервые тварь познаёт, что такое страх, когда вынужден спасаться бегством от разъярённых жителей посёлка, при этом дети, с которыми монстр изначально вступил в контакт выражали лишь любопытство. Таким образом сюжет подчёркивает идею того, что конкретное поведение и предрассудки людей противоестественны и вырабатываются в процессе воспитания. Отражение данной идеи будет встречаться и в дальнейшем на протяжении всей истории.
Даже после такого пережитого опыта, монстр не понимает причину такой реакции и по прежнему надеется добиться признания, выучив язык и культуру людей, всё это время скрываясь в сарае дома и наблюдая за семьёй. В это время монстр тайно помогает семье, выступая «ангелом-хранителем», удачное или не удачное выполнение задания оставляет положительный или отрицательный опыт, это соответствует развитию ребёнка в до- и школьном возрасте, когда тот активно познаёт мир через усвоение знаний и выполнение заданий, что также выступает важной частью взросления. Переход в «подростковую фазу» сопровождается стремлением монстра найти свою роль в человеческом обществе и осознанием себя «монстром», а также истинной причины такого отрицательного отношения людей к себе. В итоге во «взрослую жизнь» монстр вступает с осознанием чувства собственной неполноценности и несправедливости отношения людей к нему. Герой стремится к дальнейшему самопознанию впадает в отчаяние, стремясь найти сначала утешение у бога, но затем впадая в гнев, в попытках найти своего создателя и утешая себя надеждой найти или даже создать ещё одного монстра, подобного ему. С этого момента окружающей мир выглядит ясным и детальным, но и одновременно мрачным, наполненным тусклыми оттенками. В конце концов игрок решает, сумеет ли тварь смириться со своей судьбой или нет.